# Karol Aufricht
Karol Aufricht (10. září 1910 Bratislava – 30. října 1975 tamtéž) byl slovenský fotograf.

## Život a tvorba
Vyučil se krejčím, fotografoval od roku 1926 nejprve přírodu, pak se zaměřil na sociální fotografii, v letech 1934–1938 byl členem spolku Sociofoto. V letech 1954–1975 byl redaktorem deníku Hlas ľudu.

## Výstavy
- Neúprosné světlo. Sociální fotografie v meziválečném Československu. 14. 9. – 28. 10. 2012. Autoři: Karol Aufricht / Irena Blühová / Karel Hájek / Ján Halász / Tibor Honty / Josef Kubín / Ilja Jozef Marko / Sergej Protopopov / Oldřich Straka / Viliam Tóth / Josef Zeman, Galerie Leica, Praha.